# Pallamano femminile ai XVI Giochi del Mediterraneo
Il torneo di Pallamano femminile ai XVI Giochi del Mediterraneo si è svolto dal 26 giugno al 4 luglio 2009 presso il Pala Santa Filomena di Chieti.

## Riassunto gruppi
| Gruppo A                             | Gruppo B                           |
| ------------------------------------ | ---------------------------------- |
| Italia Croazia Turchia Spagna Grecia | Serbia Slovenia Francia Montenegro |

## Risultati

### Fase a gironi
| Gruppo A | Gruppo A | Gruppo A | Gruppo A | Gruppo A | Gruppo A | Gruppo A | Gruppo A | Gruppo A |
| Squadra  | G        | V        | N        | P        | F        | S        | D        | PT       |
| -------- | -------- | -------- | -------- | -------- | -------- | -------- | -------- | -------- |
| Turchia  | 4        | 4        | 0        | 0        | 128      | 92       | +36      | 8        |
| Spagna   | 4        | 3        | 0        | 1        | 134      | 77       | +57      | 6        |
| Croazia  | 4        | 2        | 0        | 2        | 111      | 115      | -4       | 4        |
| Italia   | 4        | 1        | 0        | 3        | 102      | 147      | -45      | 2        |
| Grecia   | 4        | 0        | 0        | 4        | 90       | 134      | -44      | 0        |

| Gruppo B   | Gruppo B | Gruppo B | Gruppo B | Gruppo B | Gruppo B | Gruppo B | Gruppo B | Gruppo B |
| Squadra    | G        | V        | N        | P        | F        | S        | D        | PT       |
| ---------- | -------- | -------- | -------- | -------- | -------- | -------- | -------- | -------- |
| Francia    | 3        | 2        | 0        | 1        | 96       | 75       | +21      | 4        |
| Montenegro | 3        | 2        | 0        | 1        | 81       | 82       | -1       | 4        |
| Serbia     | 3        | 2        | 0        | 1        | 82       | 91       | -9       | 4        |
| Slovenia   | 3        | 0        | 0        | 3        | 72       | 83       | -11      | 0        |

### Fase finale
Finale 7º e 8º posto
| Chieti 1º luglio 2009, ore 16:00 | Italia | 27 – 44 referto | Slovenia | Pala Santa Filomena |

Finale 5º e 6º posto
| Chieti 1º luglio 2009, ore 18:30 | Croazia | 23 – 25 referto | Serbia | Pala Santa Filomena |

|  | Semifinali | Semifinali | Semifinali |         |         | Finale          | Finale          | Finale          |  |
|  |            |            |            |         |         |                 |                 |                 |  |
|  | Turchia    | Turchia    | 30         |         |         |                 |                 |                 |  |
|  | Turchia    | Turchia    | 30         |         |         |                 |                 |                 |  |
|  | Montenegro | Montenegro | 29         |         |         |                 |                 |                 |  |
|  | Montenegro | Montenegro | 29         |         | Turchia | Turchia         | 32              |                 |  |
|  |            |            |            |         | Turchia | Turchia         | 32              |                 |  |
|  |            |            | Francia    | Francia | 33      |                 |                 |                 |  |
|  | Spagna     | Spagna     | Francia    | Francia | 33      | 23              |                 |                 |  |
|  | Spagna     | Spagna     |            |         |         | 23              |                 |                 |  |
|  | Francia    | Francia    | 24         |         |         | Finale 3º posto | Finale 3º posto | Finale 3º posto |  |
|  | Francia    | Francia    | 24         |         |         |                 |                 |                 |  |
|  |            |            |            |         |         |                 |                 |                 |  |
|  |            |            |            |         |         | Montenegro      | Montenegro      | 30              |  |
|  |            |            |            |         |         | Montenegro      | Montenegro      | 30              |  |
|  |            |            |            |         |         | Spagna          | Spagna          | 25              |  |

Semifinali
| Chieti 2 luglio 2009, ore 16:00 | Turchia | 30 – 29 referto | Montenegro | Pala Santa Filomena |

| Chieti 2 luglio 2009, ore 18:30 | Spagna | 23 – 24 referto | Francia | Pala Santa Filomena |

Finale 3º e 4º posto
| Chieti 4 luglio 2009, ore 16:00 | Montenegro | 30 – 25 referto | Spagna | Pala Santa Filomena |

Finale 1º e 2º posto
| Chieti 4 luglio 2009, ore 18:00 | Turchia | 32 – 33 (d.t.s.) referto | Francia | Pala Santa Filomena |

## Medagliere
| Posizione | Paese      |
| --------- | ---------- |
|           | Francia    |
|           | Turchia    |
|           | Montenegro |
| 4         | Spagna     |
| 5         | Serbia     |
| 6         | Croazia    |
| 7         | Slovenia   |
| 8         | Italia     |
| 9         | Grecia     |